# Mair Island
Mair Island – niezamieszkana wyspa w Zatoce Frobishera, w Archipelagu Arktycznym, w regionie Qikiqtaaluk, na terytorium Nunavut, w Kanadzie. W pobliżu Mair Island położone są wyspy: Cairn Island, McLaren Island, Monument Island, Long Island oraz Sale Island.